# Keurig Dr Pepper
Keurig Dr Pepper Inc., ранее известная как Green Mountain Coffee Roasters (1981—2014) и Keurig Green Mountain (2014—2018) — американская компания, производитель напитков и кофейных аппаратов со штаб-квартирой в Берлингтоне (Массачусетс).
Начав свою деятельность в 1981 году как небольшой магазин по продаже specialty coffee в Вермонте, Green Mountain Coffee Roastersand в конце 1980-х годов пережила период региональной и национальной экспансии и дальнейший выход на IPO в 1993 году. В 2006 году компания приобрела производителя кофемашин Keurig, в 2014 году сменила название на Keurig Green Mountain.
В 2016 году KGM была приобретена группой инвесторов во главе с JAB Holding Company за 13,9 млрд долларов. В июле 2018 года Keurig Green Mountain купила производителя напитков Dr Pepper Snapple Group за 18,7 млрд долларов. Новая компания стала называться Keurig Dr Pepper и снова вышла на биржу, сначала на Нью-Йоркскую, а в 2020 году — на NASDAQ. Крупнейшим акционером является JAB Holding Company (9,9 % акций через дочернюю компанию Maple Holdings BV).

## История
В 1981 году предприниматель Роберт Стиллер купил небольшую компанию по обжарке кофе в городе Уэйтсфилде в штате Вермонт. Компания называлась Green Mountain («Зелёная гора», буквальный перевод названия штата Вермонт), ей принадлежали магазин и несколько ресторанов. Стиллер решил посвятить компанию обжарке кофе, используя исключительно зёрна арабики. Через год в компании было 30 сотрудников, а её производственные мощности были перенесены в соседний Уотерберри.
К 1985 году компания начала приносить прибыль. Для роста бизнеса Стиллер применял бесплатные образцы, прилагавшиеся к различным товарам. Свой кофе Стиллер продавал в первую очередь автозаправкам Mobil, и элитным ресторанам. В 1986 году компания начала продажу по почте, а также заключила крупный контракт с сетью супермаркетов Kings.
Довольно быстро были освоены технологии отслеживания заказов покупателей, а также производства, распределения, продаж и управления персоналом (через адоптацию PeopleSoft в 1997 году). С ранних этапов развития компания стала придерживаться принципов социальной и экологической ответственности: в 1983 году в розничных магазинах началось компостирование использованной кофейной гущи, а через три года был представлен первый органический кофе.
Продажи Green Mountain начали увеличиваться благодаря изменению кофейных вкусов американцев. В 1991 году у GMCR было семь магазинов, 1000 оптовых клиентов, выручка составляла 11 млн долларов, чистая прибыль — 200 тыс. долларов. К 1993 году, когда компания разместила свои акции на бирже, число оптовых клиентов выросло до 2400, а выручка — до 10 млн долларов.
В 1994 году начался экспорт в Канаду и Тайвань. В конце 1990-х годов началось расширение сети продаж на северо-востоке США, кофе стал продаваться на авиалиниях и Amtrak, специализированных кофейных магазинах, число оптовых покупателей было увеличено компаниями LL Bean, Weight Watchers International и Staples.
В 1993 году компания инвестировала в стартап из Массачусетса Keurig, работавший над проектом системы приготовления кофе на одну чашку. Через три года GMCR дополнительно вложилась в стартап, выкупив 35 % его акций. В 1997 году была выпущена первая машина по обжариванию кофе в формате капсул K-Cup, через год Keurig представила первую систему по завариванию кофе в офисных условиях. В том же году была заключена сделка с Poland Spring, что позволило начать распространять продукцию Green Mountain Coffee в тысячи офисных помещений на северо-востоке США. В 1998 году GMCR закрыла все свои 12 розничных магазинов, перейдя на торговлю через интернет. Тогда же был подписан эксклюзивный договор с American Skiing Company. В 1999 году компания вышла на рынок Великобритании.
В 2000 году Green Mountain начала участие в программе «кофе по правилам справедливой торговли», инициированной организацией Fair Trade USA. С 2002 года было достигнуто соглашение о продаже кофе, приобретённого по этой программе, под маркой Newman's Own Organics. В 2001 году была приобретена Frontier Organic Coffee.

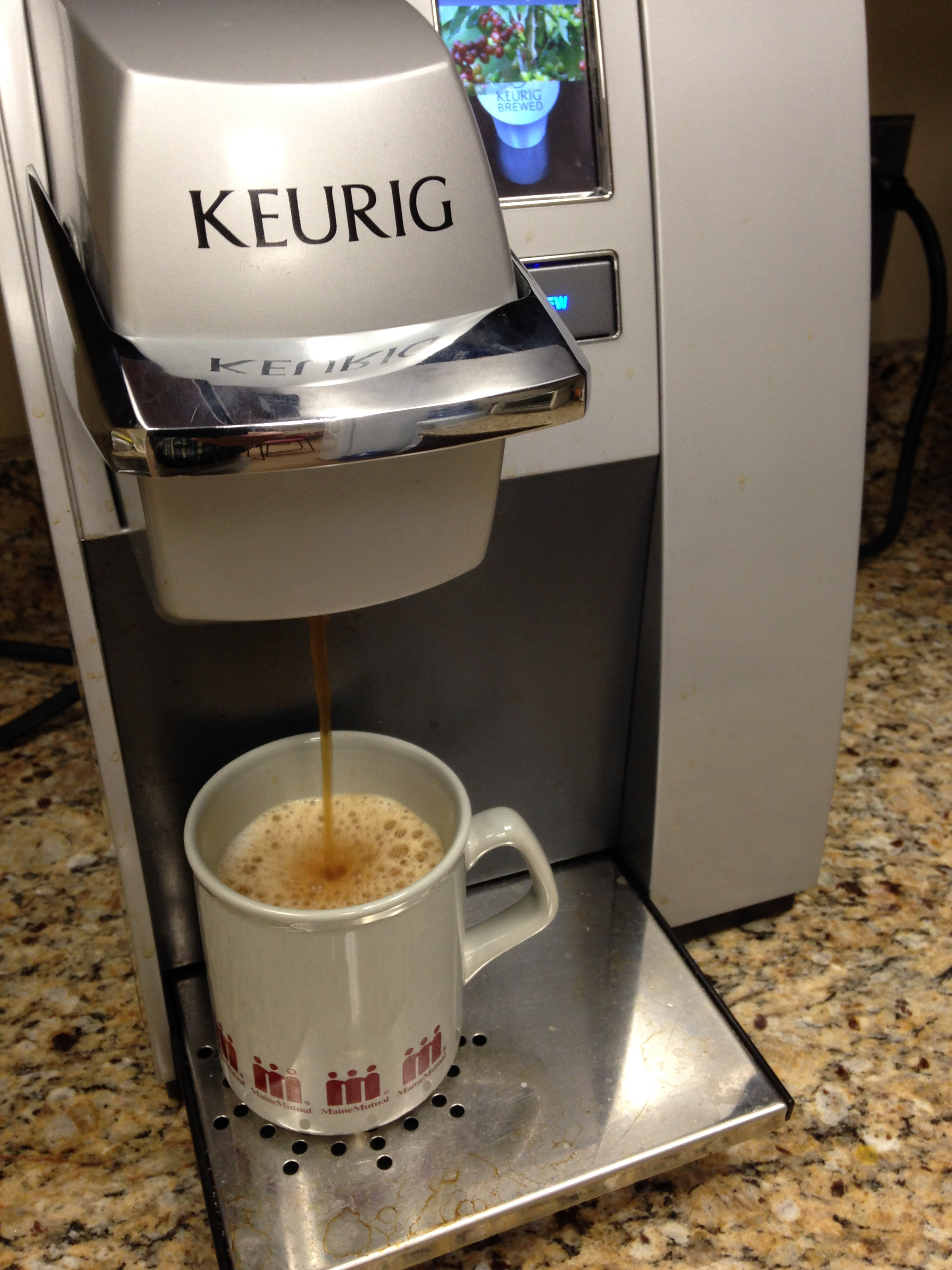
Кофемашина Keurig

В 2006 году Green Mountain полность поглотила компанию Keurig. Сделка увеличила число брендов и каналов сбыта, а также позволила перейти от нищкорентабельноц оптовой торговли кофе, к высокорентабельной торговле разовыми капсулами (выручка компании ввросла с 65 млн долл. в конце 1990-х до 4.3 млрд долл. в 2014 году).
В марте 2009 года за 40,3 млн долл. была куплена базировавшаяся в Сиэтле компания Tully’s. В ноябре 2009 года за 157 млн долл. было куплено оптовое подразделение канадского поставщика кофе Timothy’s, в декабре за 290 млн долл. — калифорнийское Diedrich Coffee. В 2010 году Green Mountain Coffee за 915 млн долл. купила канадского дистрибьютора кофе Van Houtte. В 2010 году был создан канадский филиал GMCR Canada, с марта 2014 года он стал называться Keurig Canada, а позже — Keurig Dr Pepper Canada.
В феврале 2011 года Green Mountain заключила соглашении с Dunkin' Donuts о продаже в её заведениях кофе в капсулах K-Cup и кофейных машин Keurig Single-Cup. В марте аналогичная сделка была достигнута со Starbucks.
В марте 2014 года название компании было изменено с Green Mountain Coffee Roasters на Keurig Green Mountain. В марте 2016 года Keurig Green Mountain была куплена за 13,9 млрд долларов люксембургской инвестиционной компанией JAB Holding Company в партнёрстве с другими инвесторами; компания стала частной, но, несмотря на смену владельца, её руководство осталось без изменений.
В июле 2018 года произошло слияние Keurig Green Mountain с Dr Pepper Snapple Group в сделке стоимостью 18,7 млрд долларов. История Dr Pepper Snapple Group началась с появления напитка Dr Pepper в 1885 году в Техасе. В 1986 году компания по производству напитка была куплена техасским инвестиционным банком Hicks & Haas; в том же году банк купил бренд 7 Up, в 1988 году была создана компания Dr Pepper/Seven Up. В 1995 году её купила британская группа Cadbury Schweppes, к тому времени владевшая ещё несколькими брендами напитков в США, включая Schweppes. В мае 2008 года Cadbury Schweppes выделила подразделение напитков в самостоятельную компанию Dr Pepper Snapple Group, акции которой были размещены на Нью-Йоркской фондовой бирже. После слияния с Keurig Green Mountain листинг на бирже был сохранён, но тикер был изменён на KDP в соответствии с новым названием объединённой компании — Keurig Dr Pepper. В 2020 году листинг акций был перенесён на биржу NASDAQ с сохранением тикера.

## Деятельность

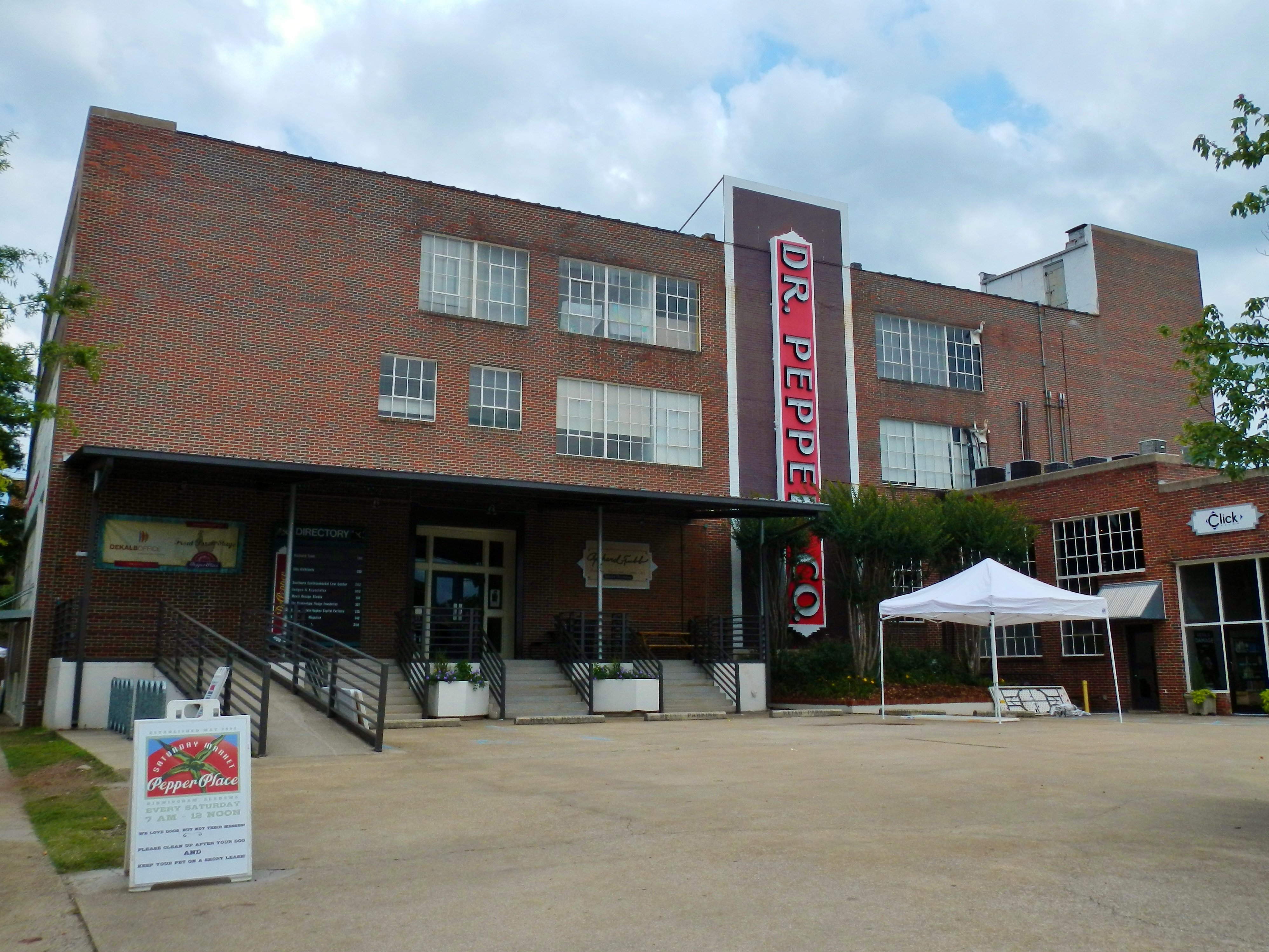
Завод концентратов Dr Pepper в Бирмингеме (Алабама)

Подразделения компании Keurig Dr Pepper по состоянию на 2024 год:
- прохладительные напитки в США — производство и продажа концентратов, сиропов и готовых напитков в США; 61 % выручки;
- кофе в США — обжарка кофе, производство кофе в капсулах и кофемашин, готовых кофейных напитков, а также различных напитков в капсулах K-Cup (чай, какао, горячий сидр); 26 % выручки;
- международная деятельность — продажа концентратов напитков в Канаде, Мексике и других странах, а также кофе в капсулах в Канаде; 13 % выручки.

Производственные мощности компании насчитывают 30 заводов, из них 24 в США; также у компании 169 дистрибьюторских центров. Основным каналом сбыта является оптовая продажа розничным сетям, в частности, на Walmart приходится 16 % выручки.
В списке крупнейших публичных компаний мира Forbes Global 2000 за 2024 год Keurig Dr Pepper заняла 438-е место. В списке крупнейших компаний США Fortune 500 заняла 279-е место.

## Торговые марки
Компания использует около 125 брендов (собственных и лицензированных), в том числе, Dr Pepper, Canada Dry, Mott’s, A&W, Peñafiel, Snapple, 7UP, Green Mountain Coffee Roasters, GHOST, Clamato, Core Hydration, and The Original Donut Shop.

### США

#### Безалкогольные напитки
- 7UP
- Bai Brands LLC[35]
- A&W Root Beer
- A&W Cream Soda
- Cactus Cooler
- Canada Dry
- Canfield’s
- Clamato
- Crush
- Dejà Blue
- Diet Rite
- Dr Pepper
- Hawaiian Punch
- Hires Root Beer
- IBC Root Beer
- Margaritaville
- Mott's
- Mr & Mrs T
- Nantucket Nectars
- Nehi
- Orangina
- Peñafiel
- RC Cola
- ReaLemon
- Rose’s
- Schweppes
- Snapple
- Squirt
- Stewart's Fountain Classics
- Sun Drop
- Sunkist
- Venom
- Vernors
- Wink
- Yoo-hoo

#### Кофе
- Diedrich Coffee
- Green Mountain
- Timothy's World Coffee
- Tully's Coffee
- Van Houtte

#### Кофейные аппараты
- Keurig

### Канада

#### Безалкогольные напитки
- Canada Dry
- C’plus
- Crush
- Dr Pepper и Diet Dr Pepper
- Hires Root Beer
- Orangina
- RC Cola
- Schweppes
- Vernors
- Snapple
- Stewart's Fountain Classics
- Garden Cockerel
- Sussex Golden Ginger Ale
- Mott’s Clamato
- Mott’s Garden Cocktail
- Mr & Mrs T
- ReaLemon
- ReaLime
- Rose’s Lime Cordial
- Rose’s Cocktail Infusions
- Rose’s Grenadine
- Mott’s Fruitsations

#### Кофе
- Green Mountain
- Timothy's World Coffee
- Van Houtte

### Мексика
- Peñafiel Mineral Water
- Peñafiel Fruit Sodas
- Peñafiel Naturel
- Peñafiel Frutal
- Peñafiel Twist
- Squirt, Squirt Light и Squirt Rusa
- Canada Dry
- Aguafiel очищенная водой, frutal и frutal cero, подслащённая Splenda.
- Clamato
- Crush
- Snapple
- Schweppes
- Dr Pepper